# Giordano Bruno (cráter)

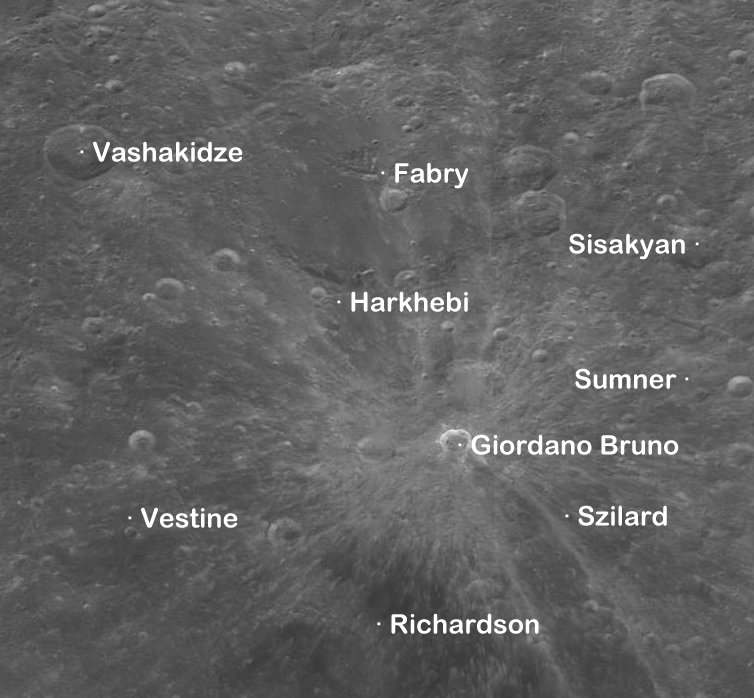
Localización del cráter Giordano Bruno.

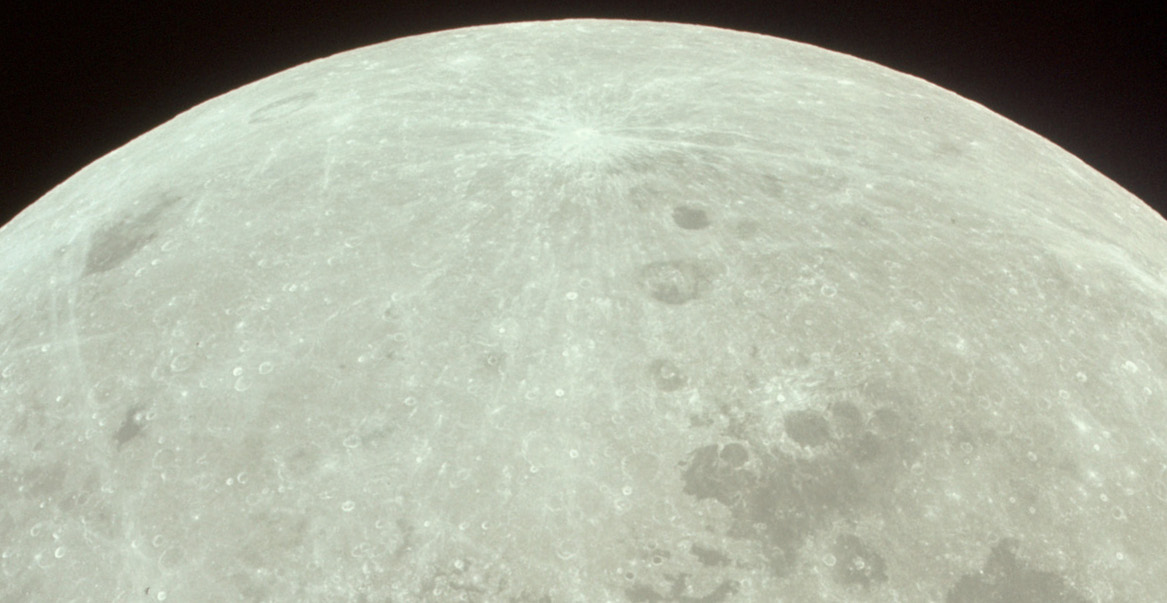
Fotografía de la misión Apolo 11.

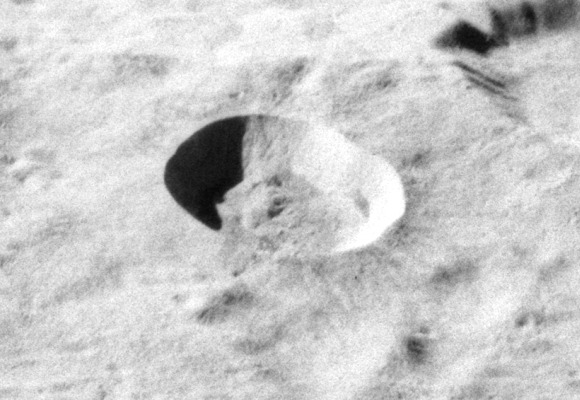
Fotografía de la misión Apolo 16.

Giordano Bruno es un cráter de impacto de veintidós km situado en la cara oculta de la Luna, justo más allá del borde noreste, en una zona que puede ser observada desde la Tierra durante las libraciones favorables, aunque aparece muy oblicuo, y por lo tanto, sin mucho detalle. Se encuentra entre los cráteres Harkhebi al noroeste y Szilard al sureste.
Cuando se divisa desde naves en órbita, Giordano Bruno aparece en el centro de un sistema de marcas radiales de eyección simétrico, que tiene un albedo más alto que la superficie circundante. El material de los rayos se extiende por más de 150 kilómetros, y no se ha oscurecido significativamente por la erosión espacial. Algunos de los materiales expulsados parecen extenderse hasta el cráter Boss, más de 300 km al noroeste. El borde exterior del cráter es especialmente brillante en comparación con su entorno. A todas luces se trata de una formación joven geológicamente hablando, que se creó en un pasado relativamente reciente. La edad real es desconocida, pero se estima que es de menos de 350 millones de años.
El cráter fue nombrado en memoria del filósofo italiano Giordano Bruno.

## Formación
Cinco monjes de Canterbury informaron al cronista de la abadía, Gervasio, que poco después de la puesta de sol del 18 de junio de 1178 (25 de junio en el calendario gregoriano) vieron "el cuerno superior [de la Luna] dividido en dos". Por otra parte, Gervasio escribió:

"Desde el punto medio de la división emergió una antorcha flameante, que vomitaba, sobre una distancia considerable, fuego, brasas y chispas. Mientras tanto, el cuerpo de la Luna que estaba debajo se retorcía, como si estuviera angustiado, y, para decirlo con las palabras de quienes me lo contaron y lo vieron con sus propios ojos, la Luna palpitaba como una serpiente herida. Después recuperó su estado normal. Este fenómeno se repitió una docena de veces o más, la llama asumiendo diferentes formas retorcidas al azar y luego regresando a la normalidad. Entonces, después de estas transformaciones, la Luna de cuerno a cuerno, es decir, a lo largo de toda su longitud, adquirió un aspecto negruzco".

En 1976, el geólogo Jack B. Hartung propuso la teoría de que este relato puede describir la formación del cráter Giordano Bruno.
Las teorías modernas consideran que un (hipotético) asteroide o cometa impactando en la Luna podría causar que un penacho de materia fundida se elevara desde la superficie, lo que es consistente con la descripción de los monjes. Además, la ubicación registrada encaja bien con la ubicación del cráter. La evidencia adicional de la juventud de Giordano Bruno es su espectacular sistema de marcas radiales: dado que los micrometeoritos caen constantemente sobre la superficie lunar, levantan el polvo suficiente de forma rápida (en términos geológicos) para erosionar un sistema de rayos, por lo que puede ser una hipótesis razonable que el cráter Giordano Bruno se formó durante el lapso de historia de la humanidad, tal vez en junio de 1178.
Sin embargo, la cuestión de la edad del cráter no es tan simple. El impacto que creó el cráter de 22 km de ancho, habría levantado 10 millones de toneladas de escombros, lo que a su vez hubiera provocado en la Tierra una tormenta de meteoros similar a una ventisca de nieve de una semana de duración. Sin embargo, no hay noticias de una tormenta sin precedentes de intensidad tan notable en ningún registro histórico conocido, incluyendo los archivos astronómicos europeos, chinos, árabes, japoneses y coreanos. Esta discrepancia es una importante objeción a la teoría de que Giordano Bruno se formó en ese momento.
Esto plantea la cuestión de qué pudo ser lo que vieron los monjes. Una teoría alternativa sostiene que los monjes tuvieron la fortuna de ser los únicos que estaban en el lugar correcto en el momento adecuado para ver la colisión de un meteorito que se alineaba y precipitó contra la Luna. Esto explicaría por qué los monjes fueron las únicas personas que se sabe fueron testigos del evento; tal alineación solo sería observable desde un punto específico de la superficie terrestre.

## Estudio de 2024
Un estudio publicado en la revista Nature Astronomy en 2024, realizado por un equipo internacional de investigadores liderado por científicos de la Universidad de Tsinghua, concluyó que la “cuasi-luna” cercana a la Tierra conocida como asteroide 469219 Kamoʻoalewa —descubierto en 2016— se originó tras un gran impacto sobre la Luna que habría creado a su vez el cráter Giordano Bruno. Los autores determinaron que la colisión que formó el cráter y provocó el desprendimiento de Kamoʻoalewa, producida por el impacto de un asteroide de 1,7 kilómetros de ancho, tuvo lugar hace entre 1 y 10 millones de años según sus estimaciones.

## Galería de imágenes

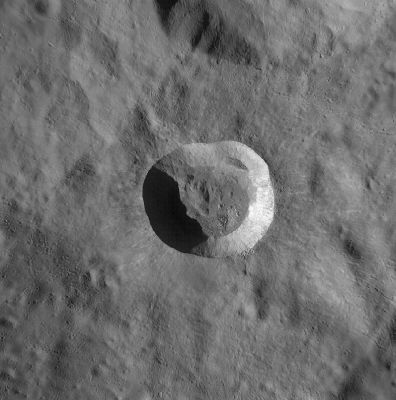
Fotografía de la misión Lunar Reconnaissance Orbiter.
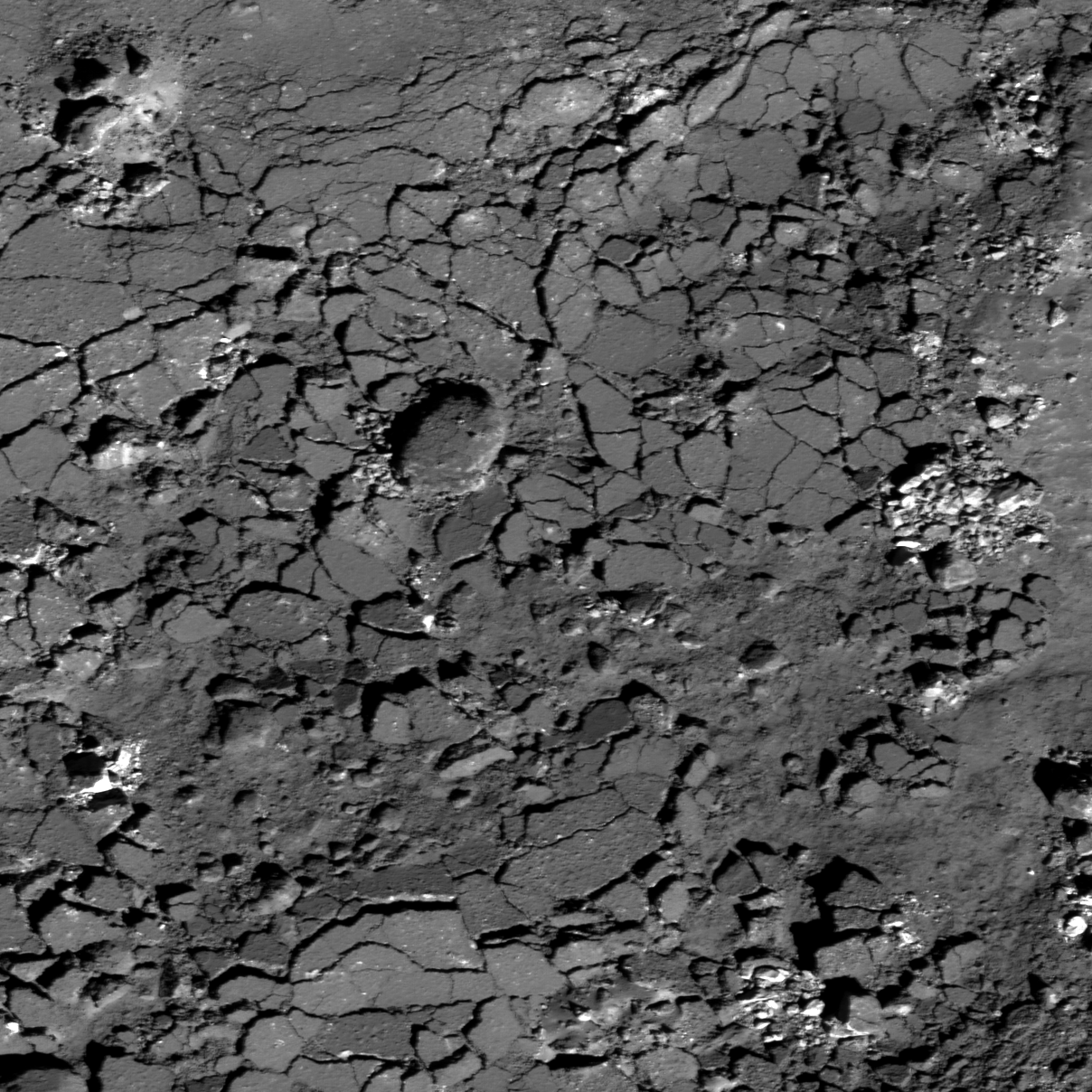
Fotografía de la misión Lunar Reconnaissance Orbiter.
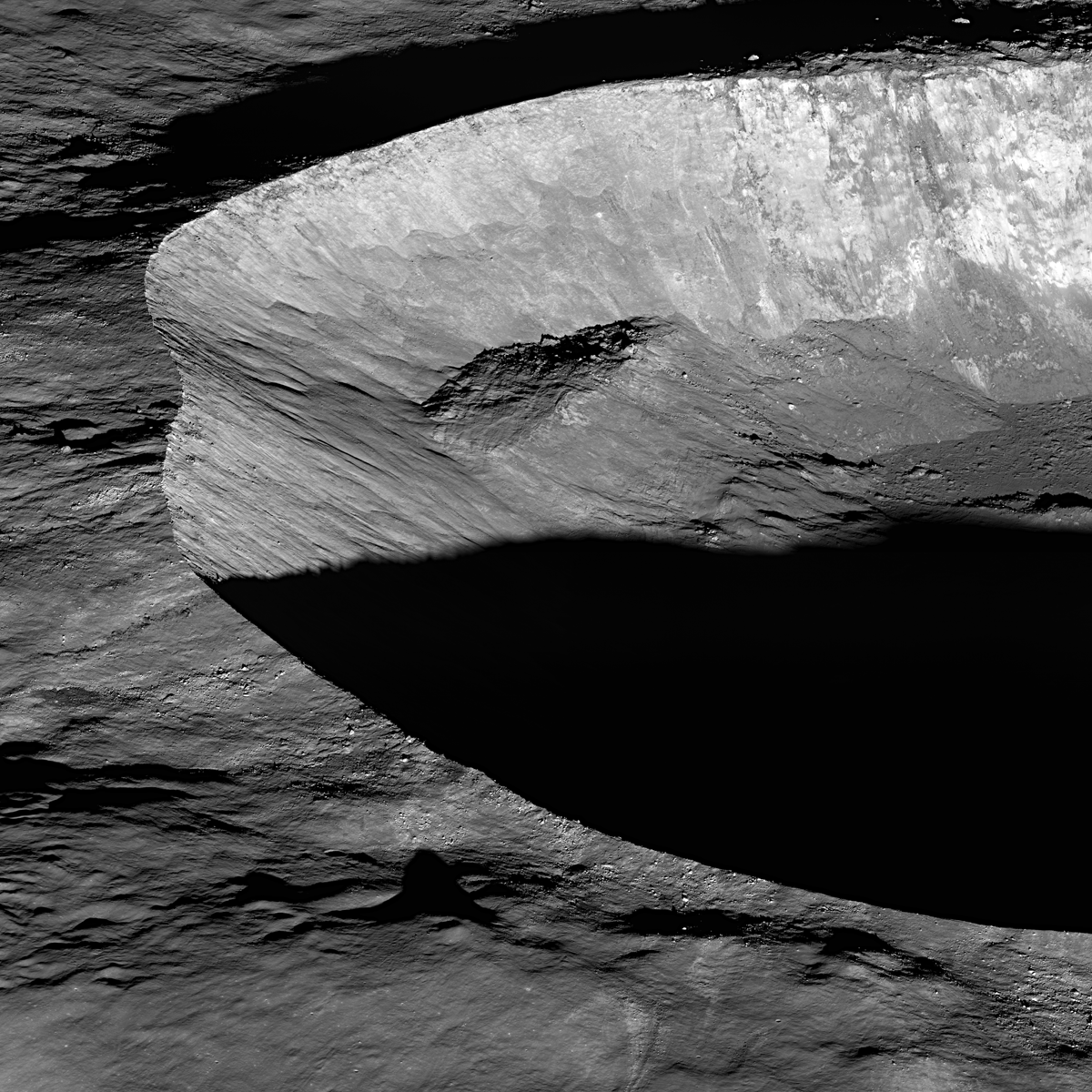
Fotografía de la misión Lunar Reconnaissance Orbiter.
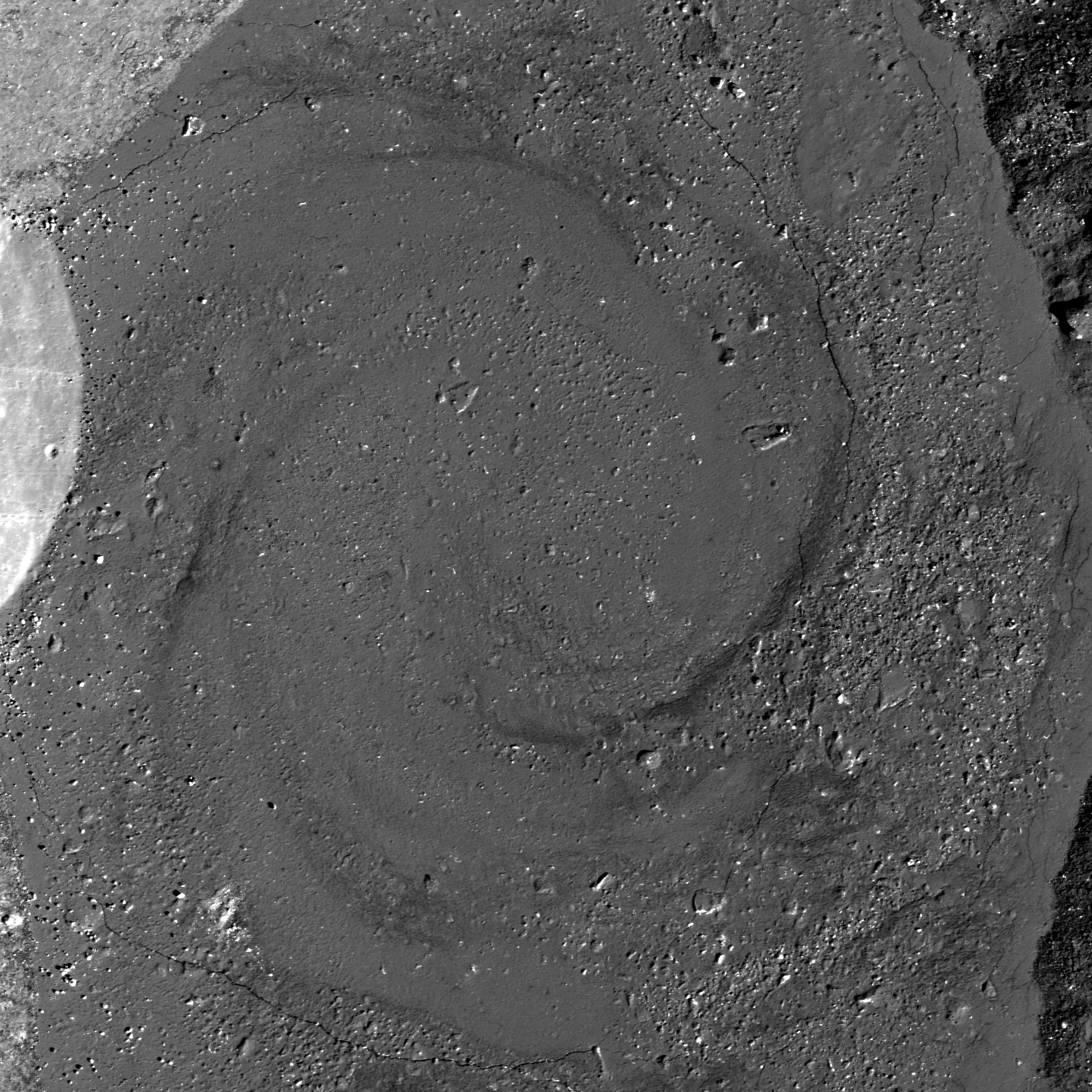
Fotografía de la misión Lunar Reconnaissance Orbiter.